# Chris Kachel
Chris Kachel (Tamworth, 19 giugno 1955) è un ex tennista australiano.

## Carriera
In carriera ha vinto 3 titoli di doppio. Nei tornei del Grande Slam ha ottenuto il suo miglior risultato raggiungendo le semifinali di doppio agli US Open nel 1976 e agli Australian Open nel 1977 (dicembre).

## Statistiche

### Doppio

#### Vittorie (3)
| Numero | Anno             | Torneo                           | Superficie | Compagno     | Avversari in finale      | Punteggio     |
| 1.     | 20 novembre 1977 | Philippine International, Manila | Cemento    | John Marks   | Mike Cahill Terry Moor   | 4–6, 6–0, 7–6 |
| 2.     | 10 dicembre 1979 | South Australian Open, Adelaide  | Erba       | Colin Dibley | John Alexander Phil Dent | 6–7, 7–6, 6–4 |
| 3.     | 6 gennaio 1980   | Tasmanian Open, Hobart           | Cemento    | John James   | Phil Davies Brad Guan    | 6–4, 6–4      |

### Doppio

#### Finali perse (8)
| Numero | Anno             | Torneo                                     | Superficie  | Compagno         | Avversari in finale            | Punteggio |
| 1.     | 26 dicembre 1975 | New South Wales Open, Sydney               | Erba        | Peter McNamara   | John Marks Mark Edmondson      | 1-6, 1-6  |
| 2.     | 3 aprile 1977    | ATP Nizza, Nizza                           | Terra rossa | Chris Lewis      | Ion Țiriac Guillermo Vilas     | 4-6, 1-6  |
| 3.     | 17 luglio 1977   | Austrian Open, Kitzbühel                   | Terra rossa | Colin Dowdeswell | Buster Mottram Roger Taylor    | 6-7, 4-6  |
| 4.     | 31 luglio 1977   | Louisville Open, Louisville                | Terra rossa | Cliff Letcher    | John Alexander Phil Dent       | 1-6, 4-6  |
| 5.     | 6 novembre 1977  | Japan Open Tennis Championships, Tokyo     | Terra rossa | Colin Dibley     | Geoff Masters Kim Warwick      | 2-6, 6-7  |
| 6.     | 26 novembre 1978 | Philippine International, Manila           | Terra rossa | Ross Case        | Sherwood Stewart Brian Teacher | 3-6, 6-7  |
| 7.     | 15 luglio 1979   | Hall of Fame Tennis Championships, Newport | Erba        | John James       | Bob Lutz Stan Smith            | 4-6, 6-7  |
| 8.     | 15 ottobre 1979  | Brisbane International, Brisbane           | Erba        | John James       | Ross Case Geoff Masters        | 6-7, 2-6  |